# Philepitta
Philepitta är ett släkte i familjen asiter inom ordningen tättingar. Släktet omfattar endast två arter som enbart förekommer på Madagaskar:
- Sammetsasit (P. castanea)
- Grönryggig asit (P. schlegeli)